# 清貞雄
| 2909 Hoshi-no-ie | 1983年5月9日 | MPC |

清貞雄（日语：／ Sei Sadao）是一名日本天文學家。
小行星中心認定他發現了曙神星族的小行星2909，並以他的天文台「星之家」命名。命名引文於1984年2月17日公布（M.P.C. 8544）。